# Helgehorntunnelen
Helgehorntunnelen er en 1.160 meter lang vejtunnel på fylkesvei 653 i Ørsta kommune i Møre og Romsdal. Tunnelen åbnede i 2008.
62°11′35″N 6°01′31″Ø / 62.193169°N 6.025306°Ø